# Salvador Gordo
Salvador Vieira Gordo (Luanda, 7 gennaio 2003) è un nuotatore angolano, specializzato nello stile farfalla.

## Biografia
All'età di sedici anni è stato convocato ai mondiali di Gwangju 2019, dove di è piazzato 62º nei 100 m farfalla e 46º nei 200 m farfalla. Nelle staffette miste 4x100 m stile libero e 4x100 m misti è giunto rispettivamente 29º e 27º.
Ha rappresentato l'Angola ai Giochi olimpici estivi di Tokyo 2020, classificandosi 54º nei 100 m farfalla.
Ha gareggiato ai mondiali di Budapest 2022 nei 50 m farfalla e nella staffetta mista 4x100 m misti. Nonostante si fosse qualificato, nei 100 m farfalla non è sceso in acqua.